# Jacques Chapsal
Pour les articles homonymes, voir Chapsal.
Jacques Chapsal, né le 11 mai 1909 à Villeneuve-sur-Yonne (Yonne) et mort le 11 mars 1990 dans le 5e arrondissement de Paris, est un politologue et historien français.
Il a longtemps été directeur de l'Institut d'études politiques de Paris, dont il est considéré comme « le second fondateur [...] après Émile Boutmy ». Il a œuvré à réussir la transformation de son ancêtre, l'École libre des sciences politiques, en un nouvel établissement.

## Biographie

### Jeunesse et études
Jacques Chapsal fait ses études secondaires au lycée Buffon. Il entame ensuite des études de droit et de lettres à l'université de Paris, où il obtient une licence de droit et une licence de lettres. Parallèlement, il s'engage à la Conférence Olivaint. Il est diplômé de l'École libre des sciences politiques.
Il soutient en 1934 sa thèse de droit, Le Régime administratif de la batellerie. Elle est publiée l'année suivante avec une préface de Pierre Laroque.

### Parcours professoral
Une fois sa thèse obtenue, une maladie l'empêche de préparer les grands concours administratifs. Il devient, en 1936, bibliothécaire au Sénat. Parallèlement, il obtient un poste de maître de conférence de méthode à l'École libre des sciences politiques, où il donne un cours d'économie sociale.

### Parcours professionnel

#### École libre des sciences politiques
En 1939, il devient secrétaire général de l'École pour suppléer Roger Seydoux lorsque ce dernier est appelé au front. Avec Seydoux, il met en œuvre pendant la guerre une réforme des études afin d'aligner le niveau des cours sur les standards universitaires de l'époque.
En 1945, il négocie avec André Siegfried et Roger Seydoux le nouveau statut de l'école, qui devient l'Institut d'études politiques de l'université de Paris, administré par la Fondation nationale des sciences politiques, nouvellement créée. Il est alors promu directeur-adjoint.

#### Directeur
En 1947, il est élu directeur de l'IEP en remplacement de Roger Seydoux. En 1950, il est également élu administrateur de la FNSP ; il occupera ces fonctions jusqu'en 1979. Il met en œuvre un vaste projet immobilier pour agrandir et rénover le campus de Saint-Germain-des-Prés tout en veillant à la préservation de l'équilibre financier de l'établissement. Il engage l'achat de l'hôtel de La Bretesche,. Il a également créé le troisième cycle de l'institut en 1956, permettant à des formations à la recherche d'être dispensées. Il a établi des laboratoires de recherche et une école doctorale. Il fonde les Presses de Sciences Po en 1976.
Il ne s'ingère pas dans le contenu des cours dispensés à l'institut, et recrute des enseignants de tous bords politiques. Il préside au recrutement de professeurs tels que Georges Balandier.
Il gère notamment la crise de Mai 68 au sein de l'école et réforme la gouvernance de l'institution. Il est réélu en 1969 avec 20 voix et 2 bulletins blancs. Il réforme la scolarité et crée un cycle de formation continue en 1974.

## Publications
- La vie à l’École, 1972[6]
- La Vie politique sous la Ve République, 2 volumes, Presses universitaires de France, coll. « Thémis », 1987